# IMT-2020
IMT-2020 (acrònim de International Mobile Telecommunications-2020) és un conjunt d'especificacions creades pel Comité Consultiu Internacional de Radiocomunicació que forma part de la Unió Internacional de Telecomunicacions l'any 2015 i dirigides a dispositius, serveis i xarxes 5G.
Requeriments més importants :
| Paràmetre                           | Descripció                                                                     | Requeriment 5G   | Funcionalitat |
| ----------------------------------- | ------------------------------------------------------------------------------ | ---------------- | ------------- |
| Velocitat pic de Baixada            | Mínima Velocitat de transmissió màxima                                         | 20 Gbit/s        | eMBB          |
| Velocitat pic de Pujada             | Mínima Velocitat de transmissió màxima                                         | 10 Gbit/s        | eMBB          |
| Velocitat pic de Baixada d'usuari   | Velocitat de transmissió en àrees urbanes denses el 95% del temps              | 100 Mbit/s       | eMBB          |
| Velocitat pic de Pujada d'usuari    | Velocitat de transmissió en àrees urbanes denses el 95% del temps              | 50 Mbit/s        | eMBB          |
| Latència                            | Temps màxim de transmissió del paquet de dades                                 | 4 ms             | eMBB          |
| Latència                            | Temps màxim de transmissió del paquet de dades                                 | 1 ms             | URLLC         |
| Mobilitat                           | Màxima velocitat per QoS                                                       | 500 km/h         | eMBB/URLLC    |
| Densitat de connexió                | Nombre total de dispositius per unitat d'àrea                                  | 10⁶/km²          | mMTC          |
| Eficiència energètica               | Dades enviades/rebudes per unitat d'energia cunsumida (per dispositiu o xarxa) | Igual a 4G       | eMBB          |
| Capacitat de tràfic                 | Tràfic total a través de l'àrea de cobertura                                   | 10 Mbps/m²       | eMBB          |
| Eficiència espectral pic de Baixada | Rendiment per unitat d'amplada de banda i per cèl·lula de xarxa                | 30 bit/sector/Hz | eMBB          |